# Claire Canal
Pour les articles homonymes, voir Canal.
Pas d'image ? Cliquez ici

a Compétitions nationales et continentales officielles uniquement.

b Matchs officiels uniquement.
Claire Canal, née le 9 juillet 1985 à Aubervilliers, est une joueuse internationale française de rugby à XV occupant le poste de troisième ligne aile au Stade rennais puis à l'USAP XV.
Elle est la sœur ainée de Lucie Canal.

## Biographie
Claire Canal commence la pratique du rugby à XV dans les années 1990 lorsque son père est joueur au Rugby Club pontivyen. Par la suite, sa sœur cadette, Lucie commence aussi ce sport.
Elle fait partie de l'équipe de France disputant la Coupe du monde 2010.
En 2012, elle joue à l'USAP XV.